# 4.5 inch M1
Il 4.5 inch Gun M1 era un cannone campale statunitense in servizio all'inizio della seconda guerra mondiale. Il pezzo condivideva lo stesso affusto dell'obice da 155 mm M1 e sparava le stesse munizioni del cannone britannico BL 4.5 inch Medium Field Gun da 114 mm. Venne utilizzato nel teatro europeo nord-occidentale dall'artiglieria di corpo d'armata. Alla fine delle ostilità venne dichiarato obsoleto.

## Storia

### Sviluppo e produzione
Nel 1920 l'US Army Ordnance iniziò a lavorare ad un nuovo cannone campale medio. Poiché l'US Army aveva utilizzato durante la Grande Guerra il 4.7 inch M1906, venne prescelto questo calibro per la nuova arma. Il risultato fu il 4.7 inch Gun M1922E on Carriage M1921E. A causa della scarsità di fondi, il progetto non giunse mai alla fase produttiva.
Nel 1939 il programma venne ripreso; il progetto rinnovato, designato 4.7 inch Gun T3, fu pronto all'inizio del 1940. Utilizzava lo stesso affusto dell'obice da 155 mm sviluppato in contemporanea. In questa fase, l'esercito decise di modificare l'arma per la munizione britannica da 4.5 inch. Il cannone così ottenuto venne accettato nell'aprile 1941 con la denominazione 4.5 inch Gun M1 on Carriage M1.
La produzione ebbe inizio nel settembre 1942 e proseguì fino al febbraio 1944.
| Produzione di M1  |      |      |      |       |
| Anno              | 1942 | 1943 | 1944 | Total |
| Produzione, pezzi | 41   | 345  | 40   | 416   |

### Impiego operativo

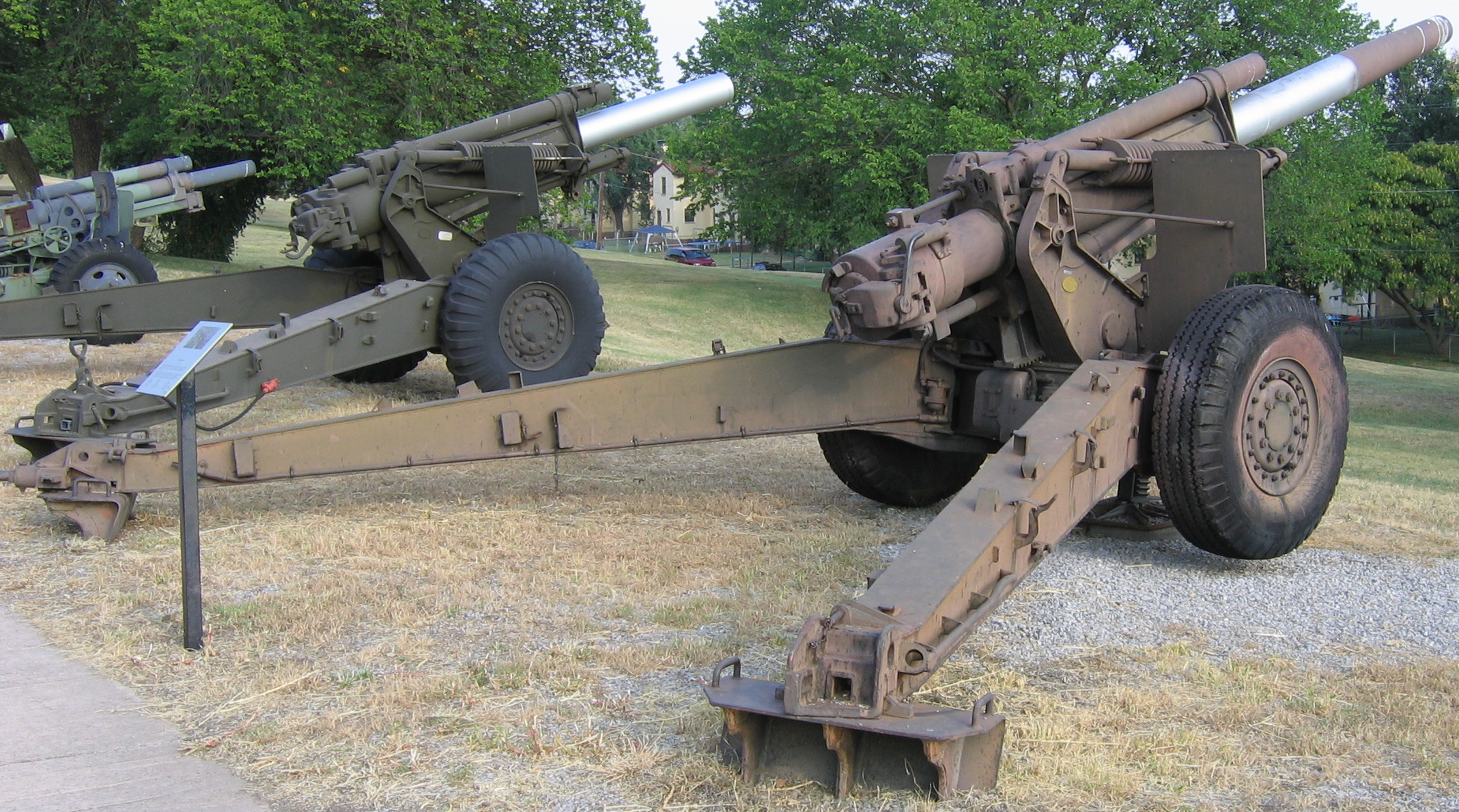
155 mm Howitzer M1 (a sinistra) e 4.5 inch Gun M1 (a destra) esposti nell'U.S. Army Field Artillery Museum, Fort Sill, OK. Notare la somiglianza tra i due pezzi.

Il M1 equipaggiò 16 or 17 battaglioni di artiglieria campale sul fronte europeo nord-occidentale, dove venne utilizzato per il supporto a livello di corpo d'armata. I reparti utilizzavano per il traino il trattore d'artiglieria M5. L'arma venne dichiarata obsoleta nel settembre 1945.
Il cannone aveva una buona gittata, di quasi 5 chilometri superiore a quella del similare obice da 155 mm, oltre che di quella del 155 mm Gun M1918MI. Venne surclassato solo da un altro pezzo da 155 mm, il 155 mm Long Tom, che tuttavia era quasi tre volte più pesante.
D'altra parte il cannone da 4.5 inch venne criticato per la potenza insufficiente della sua granata HE. La granata era infatti prodotta in acciaio di bassa lega, che richiedeva pareti spesse; di conseguenza, poteva contenere solo circa 2 kg di TNT o altro esplosivo, meno quindi della munizione dell'obice da 105 mm M101. Inoltre, avere un ridotto numero di armi in questo insolito calibro complicava notevolmente la logistica.

## Tecnica
Il cannone M1 era molto simile nell'aspetto e nella struttura all'obice 155 mm M1. L'unica differenza significativa risiedeva ovviamente nella canna in calibro 114 mm, a rigatura destrorsa costante (un giro in 32 calibri). Lo sbilanciamento del peso della canna era compensato da due equilibratori a molla. L'otturatore era a vite interrotta; il sistema di rinculo era idropneumatico a lunghezza variabile. L'affusto era del tipo a code divaricabili, ad assale rigido, con ruote dotate di pneumatici. In posizione di tiro, l'arma poggiava su un piedistallo retraibile. Il cannone era dotato di ottica panoramica M12.

## Varianti
- 4.7 inch Gun M1920 on Carriage M1920.[2]
- 4.7 inch Gun M1922E on Carriage M1921E.[2]
- 4.7 inch Gun T3 (1940).[2]
- 4.5 inch Gun M1 on Carriage M1 (1941).[1]

L'arma venne sperimentata in versione semovente sullo scafo allungato del carro armato leggero M5 Stuart, su affusto M1. Il veicolo ottenuto, designato 4.5 inch Gun Motor Carriage T16, venne realizzato in un solo prototipo.

## Munizionamento
Il cannone M1 utilizzava munizionamento separato a cartoccio sacchetto. Erano disponibili sono munizioni ad alto esplosivo (HE).
Il proiettile poteva essere sparato da una carica propellente M7 (normal) a velocità alla volata ridotta o con una carica M8 (super) per raggiungere la velocità alla volata massima. Inoltre era disponibile un simulacro di carica M6 che simulava la M8.
Di seguito le tabelle di tiro per la carica M8.
| Munizioni disponibili. |                     |                     |                                                            |                           |            |
| Tipo                   | Modello             | Peso proiettile, kg | Carica                                                     | Velocità alla volata, m/s | Gittata, m |
| HE                     | HE M65 Shell        | 24,9                | TNT, 2,04 kg o amatolo 50/50, 1,85 kg o trimonite, 2,10 kg | 693                       | 19.317     |
| Simulacro              | Dummy M8 Projectile |                     |                                                            | -                         | -          |

| Cariche propellenti |                   |                          |
| Modello             | Peso completo, kg | Componenti               |
| M7 (normal)         | 2,95              | Singola                  |
| M8 (super)          | 5,08              | Carica base e incremento |
| M6 (dummy)          | 5,40              | Carica base e incremento |

| Capacità di penetrazione su calcestruzzo, mm                                                                   |       |       |       |       |
| Munizione / Distanza, m                                                                                        | 0     | 914   | 4.572 | 9.144 |
| HE M65 Shell (angolo d'impatto 0°)                                                                             | 1.158 | 1.067 | 640   | 366   |
| Paesi differenti utilizzano differenti metodi di misura; una comparazione diretta è quindi spesso impossibile. |       |       |       |       |